# Sidelake Studios
Sidelake Studios, är en musikstudio som är belägen i Sundsvall.

## Historia
Sidelake Studios ägs och drivs av Sidelake Productions, Patrik Frisk samt Kitchen. För lista på artister som spelat in mixat eller mastrat i Sidelake Studios se nedan. Sidelake Studios byggdes 1999 och öppnade år 2000, sedan dess har ett antal guld- och platinaskivor spelats in där. Namnet syftar på Sidsjön i Sundsvall där inspelningsstudion låg tidigare.

## Artister
I Sidelake Studios har bland annat dessa artister spelat in:
- Adam Baptiste ADL
- Afro-Dite
- Ana Johnsson
- Andreas Johnson
- Andreas Silver
- Angtoria
- Anna och Idde
- April Divine
- Army of Lovers (remix)
- Beastie Boys (US)
- Brolle
- Bob Marley (remix)
- Carola Häggkvist
- The Confusions
- Cradle of Filth
- Crashdïet
- Cue
- Dave Benton
- The Dice
- Dusty Boots
- Ellee (UK)
- Enchained
- Eskobar
- Eva & Adam
- Evolver
- Eye N' I
- Feven
- Fintelligence (fin)
- Garmarna
- Gil Bonden (no)
- Group Home
- Helena Ödmark
- Hillström & Billy
- Hurdy-Gurdy
- Håkan Hemlin
- Itchy Daze
- Javiera
- Jeru the Damaja
- Joakim Hilson
- Jocelyn Brown (UK)
- Joell Ortiz (US)
- Jonas Gardell
- KarpeDiem (no)
- Ken Ring
- Klovner i Kamp (no)
- The Kristet Utseende
- LaGaylia Frazier
- Lambretta
- Leon
- Lilyjets (no)
- Lovely Ladies
- Lutricia McNeal
- Markoolio
- Madcon (no)
- Marble
- Marie Lindberg
- Martin Stenmarck
- Martin Svensson
- Me and The Boys
- Melodie MC
- Méndez
- Method Man
- Mårten Lärka
- Opossum
- Papa Dee
- Paperboys (no)
- Petter
- The $1000 Playboys
- Rednex
- SF
- Shake
- Slick Rick (US)
- Smif 'n' Wesson
- Spira
- Studio 0
- Superswede
- Swinggfly
- Takida
- Timbuktu
- Tomas Ledin
- Thomas Rusiak
- Trippel 1
- Uno Svenningsson
- west Inc
- Winta (no)
- Zlips
- Juice